# Grammorhoe mesotypata
Grammorhoe mesotypata är en fjärilsart som beskrevs av Costant 1922. Grammorhoe mesotypata ingår i släktet Grammorhoe och familjen mätare. Inga underarter finns listade i Catalogue of Life.